# Музей естествознания (Лейпциг)
Музей естествознания в Лейпциге (нем. Naturkundemuseum Leipzig) — городской естественно-научный музей в немецком городе Лейпциг в федеральной земле Саксония. Собрание музея, которое можно условно разделить на геолого-палеонтологическое, ботаническое, зоологическое и археологическое, предлагает обзор не только естественной истории лейпцигского региона, но — благодаря дермопластическим препаратам Германа тер Меера (нидерл. Herman H. ter Meer, 1871—1934) и ряду объектов первой немецкой глубоководной экспедиции на «Вальдивии» 1898—1899 годов — обладает также общегерманским значением.
Идею основать в Лейпциге музей естественной истории высказал уже в 1859 году профессор зологии Эмиль Росмеслер, призвавший создать «краеведческий музей истории природы и промышленности». Реализации идеи Росмеслера пришлось, однако, ждать вплоть до 1906 года, причём решающую роль здесь сыграли члены естественно-научной секции Лейпцигского союза учителей (нем. Naturwissenschaftlichen Vereinigung des Leipziger Lehrervereins). Музей, изначально названный «Лейпцигским краеведческим музеем естествознания» (нем. Naturkundliche Heimat-Museum Leipzig), с 1912 года размещался в помещениях «Постоянной промышленной выставки» на Ринг-штрассе и в 1923 году занял построенное в последней четверти XIX века здание бывшей 2 городской школы напротив Старого театра, где он и находится до сих пор. Благодаря своему значению в системе школьного образования в 1930 году музей был переведён в городское подчинение, за чем в 1937—1942 годах последовала модернизация выставочных площадей: так, заново были оборудованы 21 выставочный зал, библиотека и актовый зал, а также мастерские, технические помещения, кассы, гардероб и санитарный узел.
В 1987 году музей получил своё современное название Музея естествознания (нем. Naturkundemuseum); в это же время последовало последнее крупное обновление экспозиции. С тех пор на городском уровне ведутся дискуссии о давно назревшем расширении площадей музея (в настоящее время — около 800 м²), либо о его переезде в новое здание. Из-за финансовых и плановых проблем музей до сих пор остаётся на своём старом месте.
К известнейшим экспонатам лейпцигского музея естествознания можно отнести археологические находки эпохи неолита, свидетельствующие о раннем присутствии человека в лейпцигском регионе, препараты и таксодермические работы Германа тер Меера, чучело вымершей бескрылой гагарки и немногие сохранившиеся фрагменты скелета так называемого «мамонта из Борны» (находился с 1909 по 1943 годы в Этнологическом музее в Грасси; большая часть скелета была утрачена при авианалёте в 1943 году). Кроме того, музей активно сотрудничает с некоммерческим Союзом охраны природы и в свете дебатов о глобальном потеплении проводит просветительскую политику. Несмотря на свои весьма ограниченные площади, музей принимает ежегодно около 45 тысяч посетителей.